# Busdorf
Busdorf (en danois: Bustrup) est une commune de l'arrondissement de Schleswig-Flensbourg, Land de Schleswig-Holstein.

## Géographie
La commune se situe au fond de la moraine qui est devenue la Schlei, près de Schleswig.

## Histoire
Des fouilles archéologiques ont montré une habitation au Néolithique et à l'âge du bronze. 
On a trouvé aussi les restes d'un Hedeby et la pierre de Skarthi, une pierre runique datant du XIe siècle. Entre le IXe et le XIe siècle, la colonie d'Haddeby est l'un des plus importants centres économiques, politiques et sociales en Scandinavie. Après la destruction de la colonie en 1066, les habitants fondent Schleswig. Il reste une grande partie de l'enceinte du Danevirke. La pierre de Skarthi, découverte en 1857, fait référence au roi Sven à la Barbe fourchue et aux Jomsvikings. Skarthi est un combattant à la bataille du détroit de Hjörung. Il pourrait avoir sauvé son roi prisonnier et été libéré en même temps que lui après la grâce de Håkon Sigurdsson. 
L'église Saint-André d'Haddeby est à l'extérieur du village. L'église romane en pierre est construite vers 1200. Elle pourrait remplacer une première église primitive durant l'évangélisation de la région par Anschaire de Brême en 849. 
Le nom de la commune est mentionné pour la première fois en 1299 comme la propriété de Jaan Buzthorp. Puis il devient Dorf des Butse, le village près de Butse.

## Personnalités liées à la commune
- Anke Spoorendonk (1947-), née dans la commune, femme politique (SSW).